# Gruppo astronauti EAC
Il Gruppo astronauti EAC fu il terzo gruppo di astronauti selezionati dall'agenzia spaziale europea (ESA).

## Storia
Nel 1998, con l'invio dei primi moduli, iniziò il programma della Stazione spaziale internazionale (ISS), che vedeva l'Agenzia spaziale europea ricoprire un ruolo importante. Fino a quel momento il Corpo astronauti dell'Europa era costituito da pochi membri e si ebbe la necessità di unificare i numerosi Corpi astronauti nazionali dei singoli Paesi europei in un solo corpo, in vista di future assegnazioni alle missioni spaziali a bordo della ISS. Perciò, con l'approvazione degli Stati membri, negli anni successivi gli astronauti europei già selezionati, più altri selezionati in quel periodo, vennero riuniti in unico corpo astronauti dell'ESA, il Gruppo astronauti EAC.

## Lista astronauti
- Frank De Winne

Sojuz TMA-1/Sojuz TM-34, Ingegnere di volo
Sojuz TMA-15, Ingegnere di volo
Expedition 20, Ingegnere di volo
Expedition 21, Comandante
- Reinhold Ewald

Sojuz TM-25/Sojuz TM-24, Cosmonauta ricercatore
- Léopold Eyharts

Sojuz TM-27/Sojuz TM-26, Cosmonauta ricercatore
STS-122/STS-123, Specialista di missione
Expedition 16, Ingegnere di volo
- Umberto Guidoni

STS-75, Specialista del carico utile
STS-100, Specialista di missione
- Claudie Haigneré

Sojuz TM-24/Sojuz TM-23, Cosmonauta ricercatore
Sojuz TM-33/Sojuz TM-32, Ingegnere di volo
- Jean-Pierre Haigneré

Sojuz TM-17/Sojuz TM-16, Cosmonauta ricercatore
Sojuz TM-29, Ingegnere di volo
Mir 27, Ingegnere di volo
- André Kuipers

Sojuz TMA-4/Sojuz TMA-3, Ingegnere di volo
Sojuz TMA-03M, Ingegnere di volo
Expedition 30/31, Ingegnere di volo
- Paolo Nespoli

STS-120, Specialista di missione
Sojuz TMA-20, Ingegnere di volo
Expedition 26/27, Ingegnere di volo
Sojuz MS-05, Ingegnere di volo
Expedition 52/53, Ingegnere di volo
- Claude Nicollier

STS-46, Specialista di missione
STS-61, Specialista di missione
STS-75, Specialista di missione
STS-103, Specialista di missione
- Philippe Perrin

STS-111, Specialista di missione
- Thomas Reiter

Sojuz TM-22, Ingegnere di volo
Mir 20, Ingegnere di volo
STS-121/STS-116, Specialista di missione
Expedition 13/14, Ingegnere di volo
- Hans Schlegel

STS-55, Specialista di missione
STS-122, Specialista di missione
- Gerhard Thiele

STS-99, Specialista di missione
- Michel Tognini

Sojuz TM-15/Sojuz TM-14, Cosmonauta ricercatore
STS-93, Specialista di missione
- Roberto Vittori

Sojuz TM-34/Sojuz TM-33, Ingegnere di volo
Sojuz TMA-6/Sojuz TMA-5, Ingegnere di volo
STS-134, Specialista di missione